# Mungarathoona Creek
Mungarathoona Creek är ett vattendrag i Australien. Det ligger i delstaten Western Australia, omkring 1 100 kilometer norr om delstatshuvudstaden Perth.
Omgivningarna runt Mungarathoona Creek är i huvudsak ett öppet busklandskap. Trakten runt Mungarathoona Creek är nära nog obefolkad, med mindre än två invånare per kvadratkilometer. Genomsnittlig årsnederbörd är 428 millimeter. Den regnigaste månaden är januari, med i genomsnitt 154 mm nederbörd, och den torraste är augusti, med 1 mm nederbörd.